# Bertil Nilsson (friidrottare)
Bertil Nilsson, född 6 februari 1906, död 19 maj 1991, var en svensk friidrottare (höjdhopp). Han tävlade för IK Viljan.